# Alliance française de Malte
L'Alliance française de Malte - Méditerranée, est consacrée à la promotion de la langue et de la culture française à Malte.  Elle fait partie des plus de 1200 Alliances françaises réparties dans le monde. 

## Activités

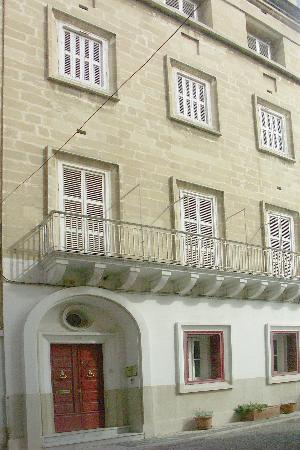
Bâtiment de l'Alliance française de Malte

### Cours de français
Les cours de français constituent la principale activité de l'Alliance. Répartis en deux sessions, une d'été et une d'hiver, les cours de français sont dispensés par des professeurs souvent universitaires, en majorité natifs francophones. Les cours sont classés par niveaux et par tranche d'âge des élèves. 
L'Alliance propose aussi bien des cours de soutien scolaire que des cours pour les professionnels. De même, ses professeurs se déplacent régulièrement auprès des entreprises pour y former directement les employés.
Depuis 2009, l'Alliance est chargée des cours de français offerts aux employés du Ministère des Affaires Étrangères maltais.

### Centre d'examen
L'Alliance française de Malte est le seul centre certifié du pays concernant les examens DELF et DALF. Ces diplômes valident les niveaux de connaissance de la langue française selon le Cadre Européen Commun de Référence pour les langues (CECR).

### Activités Culturelles
L'Alliance organise régulièrement toutes sortes de manifestations en rapport avec la langue ou la culture française.

## La Médiathèque
L'Alliance met à la disposition de ses membres une bibliothèque regroupant des ouvrages classiques et historiques, des magazines ainsi que des bandes dessinées. On trouve également un espace réservé aux enfants.
De nombreux DVD sont également disponibles en prêt.